# Neoeburia turuna
Neoeburia turuna är en skalbaggsart som beskrevs av Maria Helena M. Galileo och Martins 2006. Neoeburia turuna ingår i släktet Neoeburia och familjen långhorningar. Inga underarter finns listade i Catalogue of Life.